# مانوئل بلتران
مانوئل بلتران (اسپانیایی: Manuel Beltrán‎؛ زادهٔ ۲۸ مهٔ ۱۹۷۱) دوچرخه‌سوار اهل اسپانیا است. وی در مسابقات تور دو فرانس و جیرو دیتالیا شرکت کرده است.